# Mercy Cherono
Mercy Cherono (Kericho, 7 maggio 1991) è una mezzofondista keniota, medaglia d'argento nei 5000 metri piani ai Mondiali di Mosca 2013.

## Palmarès
| Anno | Manifestazione               | Sede           | Evento         | Risultato | Prestazione | Note                                             |
| ---- | ---------------------------- | -------------- | -------------- | --------- | ----------- | ------------------------------------------------ |
| 2007 | Mondiali di cross            | Mombasa        | Corsa juniores | 23ª       | 22'32"      |                                                  |
| 2007 | Mondiali allievi             | Ostrava        | 3000 m piani   | Oro       | 8'53"94     | Record dei campionati                            |
| 2008 | Mondiali juniores            | Bydgoszcz      | 3000 m piani   | Oro       | 8'58"07     | Miglior prestazione personale stagionale         |
| 2009 | Mondiali di cross            | Amman          | Corsa juniores | Argento   | 20'17"      |                                                  |
| 2009 | Mondiali di cross            | Amman          | A squadre      | Argento   | 18 p.       |                                                  |
| 2009 | Campionati africani juniores | Bambous        | 3000 m piani   | Oro       | 8'54"96     |                                                  |
| 2009 | Campionati africani juniores | Bambous        | 5000 m piani   | Argento   | 16'12"65    |                                                  |
| 2010 | Mondiali di cross            | Bydgoszcz      | Corsa juniores | Oro       | 18'47"      |                                                  |
| 2010 | Mondiali di cross            | Bydgoszcz      | A squadre      | Oro       | 10 p.       |                                                  |
| 2010 | Mondiali juniores            | Moncton        | 3000 m piani   | Oro       | 8'55"07     | Miglior prestazione mondiale stagionale under 20 |
| 2010 | Mondiali juniores            | Moncton        | 5000 m piani   | Argento   | 15'09"19    |                                                  |
| 2011 | Campionati africani di cross | Città del Capo | Corsa seniores | Oro       | 27'13"      |                                                  |
| 2011 | Mondiali                     | Taegu          | 5000 m piani   | 5ª        | 15'00"23    |                                                  |
| 2013 | Mondiali                     | Mosca          | 5000 m piani   | Argento   | 14'51"22    |                                                  |
| 2014 | World Relays                 | Nassau         | 4×1500 m       | Oro       | 16'33"58    | Record mondiale                                  |
| 2014 | Giochi del Commonwealth      | Glasgow        | 5000 m piani   | Oro       | 15'07"21    |                                                  |
| 2014 | Campionati africani          | Marrakech      | 5000 m piani   | 5ª        | 16'08"81    |                                                  |
| 2015 | Mondiali                     | Pechino        | 5000 m piani   | 5ª        | 15'01"36    |                                                  |
| 2016 | Giochi olimpici              | Rio de Janeiro | 5000 m piani   | 4ª        | 14'42"89    |                                                  |

## Campionati nazionali
2008
- Oro ai campionati kenioti juniores, 3000 m piani - 9'00"2

2009
- Oro ai campionati kenioti, 5000 m piani - 15'46"74

2011
- Bronzo ai campionati kenioti, 5000 m piani - 15'42"4

2012
- 6ª ai campionati kenioti, 1500 m piani - 4'13"2

2013
- Argento ai campionati kenioti, 1500 m piani - 4'06"3

2014
- Oro ai campionati kenioti, 5000 m piani - 15'26"66

2019
- 6ª ai campionati kenioti, 5000 m piani - 15'44"72

2025
- 5ª ai campionati kenioti, 5000 m piani - 15'51"12
- 7ª ai campionati kenioti di corsa campestre, cross corto - 7'18"

## Altre competizioni internazionali
2012
- Oro al Campaccio ( San Giorgio su Legnano) - 19'26"
- Argento al Memorial Van Damme ( Bruxelles), 5000 m piani - 14'47"18

2014
- Oro al Cross Internacional de Soria ( Soria) - 27'38"
- Oro al Prefontaine Classic ( Eugene), 2 miglia - 9'13"27
- Oro all'Adidas Grand Prix ( New York), 3000 m piani - 8'39"34
- Oro all'Athletissima ( Losanna), 3000 m piani - 8'50"24
- Vincitrice della Diamond League nella specialità dei 3000 / 5000 m piani (22 punti)

2015
- Argento al Prefontaine Classic ( Eugene), 1500 m piani - 4'01"26

2016
- Argento al Golden Gala Pietro Mennea ( Roma), 5000 m piani - 14'33"95
- Argento all'Herculis ( Monaco), 3000 m piani - 8'27"25
- Bronzo all'Athletissima ( Losanna), 3000 m piani - 8'34"49

2019
- 4ª alla BOclassic ( Bolzano), 5 km - 15'39"